# 阿萊恩斯 (內布拉斯加州)
阿萊恩斯（英語：Alliance）是一個位於美國內布拉斯加州博克斯比特縣的城市。根據2010年美國人口普查，該地共人口8491人，而該地的面積約為12.92平方千米。同時該地也是博克斯比特縣的縣治。

## 地理
阿萊恩斯的座標為42°06′05″N 102°52′13″W / 42.10139°N 102.87028°W，而該地的平均海拔高度為1209米（即3867英尺）。